# Vera Popova
Vera Yevstáfievna Popova, nacida Vera Bogdanóvskaya (Ве́ра Евста́фьевна Попо́ва, 17 de septiembre de 1867-8 de mayo de 1896) fue una química rusa. Una de las primeras químicas en Rusia, y la primera mujer rusa autora de un libro de química. Probablemente se convirtió en la primera mujer en morir a causa de la química, como resultado de una explosión en su laboratorio.

## Juventud y educación
Vera Bogdanóvskaya nació en 1868 en San Petersburgo. Su padre, Evstafy Ivanovich Bogdanovsky, era profesor de cirugía. Sus padres quisieron que, inicialmente, sus tres hijos fueran educados en casa. En 1878, comenzó a estudiar en el Instituto Smolny a la edad de 11 años. A partir de 1883 pasó cuatro años en los Cursos Bestúzhev y después de esto trabajó durante dos años en laboratorios de la Academia de Ciencias de Rusia y la Academia Militar Quirúrgica. En 1889 Bogdanóvskaya dejó Rusia para trasladarse a Suiza, donde realizó un doctorado en química en la Universidad de Ginebra.
Defendió su investigación sobre la Dibenzyl ketone en 1892. Bogdanóvskaya quería trabajar en H-C≡P (methylidynephosphane), pero fue persuadida por su supervisor doctoral, el profesor Carl Graebe. También trabajó con el Dr. Philippe Auguste Guye en Ginebra, que estaba trabajando en la estereoquímica.

## Carrera

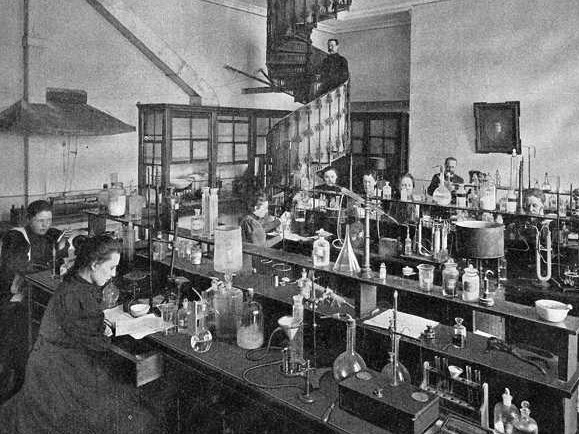
Estudiantes del Bestuzhev Courses en el laboratorio de química

Bogdanóvskaya volvió a San Petersburgo en 1892 para trabajar en los Bestuzhev Courses, donde enseñó química. Esta fue una institución fundada en 1878 para alentar a las mujeres rusas a permanecer en Rusia para estudiar. Trabajaba como asistente del Prof. L'vov enseñando los primeros cursos de estereoquímica. Su reputación como conferenciante y su conocimiento de la enseñanza le permitieron escribir su primer libro, un libro de texto sobre química básica. Ella escribió reseñas, tradujo documentos académicos sobre química y, junto con su profesor, publicó las obras de Aleksandr Bútlerov, que había muerto en 1886. Entre 1891 y 1894, publicó una serie de artículos basados en su tesis doctoral.
No era solo una química; también estaba interesada en la entomología, la escritura y las lenguas. En 1889, publicó una descripción del trabajo con las abejas. Bogdanóvskaya publicó sus propios cuentos, así como sus traducciones del escritor francés Guy de Maupassant.

## Vida privada
Bogdanóvskaya se casó con el general Jacob Kozmich Popov en 1895. Era mayor que ella y director de una planta militar de acero, ella le exigió que le construyera un laboratorio donde pudiera continuar su química. Vivían en Izhevskii Zavod, una ciudad bajo control militar que se dedicaba a la fabricación de armas. Se ha sugerido que su matrimonio pudo haber sido de conveniencia, ya que se sabía que las mujeres rusas a veces se casaban solo para escapar de las convenciones de la sociedad.

## Fallecimiento
Popova murió el 8 de mayo de 1896 (calendario gregoriano, el 26 de abril en el calendario juliano), (la fecha se da a veces como 1897 en fuentes inglesas) como resultado de una explosión que ocurrió mientras que ella intentaba sintetizar H-C≡P (metilidinafosfano), un producto químico similar al ácido cianhídrico. H-C≡P, el producto químico que estaba tratando de sintetizar en el momento de su muerte, no se creó con éxito hasta 1961 a partir de fosfina y carbono. Es extremadamente pirofórico y polimeriza fácilmente a temperaturas por encima de -120 °C. Su punto triple es -124 °C y se quema espontáneamente incluso a bajas temperaturas cuando se expone al aire.

## Legado
Popova recibió un reconocimiento importante en el Journal of the Russian Physical Chemical Society. Un obituario más corto apareció en la revista Nature y una breve noticia en la revista estadounidense Science. Un informe del químico Vladimir Ipatieff sugirió que ella pudo haber sido envenenada por su experimento o se había suicidado, pero esta opinión no fue apoyada por otros informes.
Su marido creó un fondo en su memoria para asistir a estudiantes femeninas. Su retrato fue exhibido también en la universidad de las mujeres donde ella había enseñado.
A Popova se le atribuye la clasificación de dibencil cetona. Esto sentó las bases para las resinas acrílicas sintéticas creadas a partir de acetona cianohidrina.